# The Left Banke
The Left Banke was een Amerikaanse popband.

## Bezetting
- Michael Brown (New York, 25 april 1949 - 19 maart 2015) (keyboards)
- Steve Martin (als Carmelo Esteban Martin Caro, New York, 12 oktober 1948 - aldaar 14 januari 2020 (zang)
- Tom Finn (bas)
- George Cameron (drums)
- Rick Brand (gitaar)
- Jeff Winfield (gitaar)

- Warren David (drums)
- Sam Kogon (zang, 2014 tot heden)
- Tony Waldman (drums, 2014 tot heden)
- Dan LeBrun (drums, 2014 tot heden)
- Stefan Paolini (keyboards, 2014 tot heden)
- Finnegan Shanahan (viool, zang, 2014 tot heden)

## Geschiedenis
Michael Brown ontmoette in 1965 de technisch assistent Steve Martin, de drummer George Cameron en de bassist Tom Finn in de studio van zijn vader Harry Lookofsky, waarin hij werkte als studiomuzikant. De vier muzikanten ontdekten hun gezamenlijke liefde voor de populaire muziek en besloten om een band op te richten, die vergelijkbaar was met The Beatles. Finn, Martin en Cameron startten met zang-arrangementen van toentertijd bekende songs als Good Day Sunshine (The Beatles) en Under My Thumb (The Rolling Stones) uit te werken tot eigen composities, terwijl Brown het geheel begeleidde op piano. Daarbij werd Lookofsky opmerkzaam op Martins stem en de koorzang van de band en produceerde aan het begin van 1966 met de eigen composities I Haven't Got The Nerve en I've Got Something On My Mind de eerste singles van de band. Het product vond geen interesse bij de platenfirma's, waarop de band zich ontbond. Brown en de drummer Warren David, die op beide nummers had meegespeeld, gingen naar Californië.
Voor de ontbinding had de band nog aan een verdere song gewerkt: Walk Away Renee. Het lied werd geschreven door Michael Brown, nadat Tom Finn aan het eind van 1965 zijn vriendin Renee Fladen aan de band had voorgesteld. Brown werd verliefd op Fladen en schreef spontaan drie songs: She May Call You Up Tonight, Pretty Ballerina en Walk Away Renee. Toen hij naar Californië vertrok, was enkel het achtergrondnummer van Renee opgenomen en moest nu met George Cameron, die Warren verving aan de bas en met de zang van Finn, Cameron en Martin gecompleteerd worden. Lookofsky overtuigde uiteindelijk het dochterlabel Flash Records van Mercury Records, de song als single uit te brengen, die onverwachts op #5 kwam van de Amerikaanse hitlijst en The Left Banke in één klap beroemd maakte. Met Martins tenorstem en Browns pianospel in de voorgrond en de begeleiding door een strijkorkest werd de muziek van The Left Banke voortaan aangeduid als barokpop. De band kwam derhalve weer bij elkaar, contracteerde Jeff Winfield als gitarist en vertrok op tournee.
Aan het begin van 1967 ging de band weer de studio in om met Pretty Ballerina een vergelijkbaar klinkende song van Brown op te nemen. Dit nummer scoorde  een 15e plaats in de charts en The Left Banke werd door het label bovendien gesommeerd, conform de toenmalige marketingpraktijk, een album te maken. Helaas had slechts Brown een muzikale opleiding als pianist genoten, zodat bij de opnamen van de lp Walk Away Renee / Pretty Ballerina overwegend sessiemuzikanten, zoals de gitarist Hugh McCracken en de drummer Al Rogers, te werk werden gesteld.
Met het succes en het lof van de critici sloop ook de verdeeldheid binnen de band. Het eerste slachtoffer was Winfield, die werd vervangen door Rick Brand, omdat Brown en Martin zijn bekwaamheden als livegitarist betwijfelden. Het album bereikte, ondanks de beide daaropvolgende hitsingles, enkel een 67e plaats in de hitlijst, waarop Brown, teleurgesteld door zijn prestaties bij liveoptredens en niet bereid om verder op tournee te gaan, de band verliet.
The Left Banke viel uit elkaar in twee formaties. Brown had een vergelijkbare carrière voor ogen als Brian Wilson van The Beach Boys, maar hij had ook de intentie om de naam The Left Banke voor zich op te eisen. Hij contracteerde de songwriter Bert Sommer, die enkele songs van het eerste Left Banke-album had bijgestuurd, als zanger en nam met hem nieuw materiaal op, waaronder de als single uitgebrachte nummers Ivy Ivy en And Suddenly. Toen de andere bandleden met een rechtszaak dreigden vanwege de naamrechten, weigerden de radiostations om de single uit te zenden, omdat ze beducht waren voor problemen.
De band trok zich terug uit het managementcontract met Lookofsky en verzoende zich met Brown. Het resultaat van de reünie waren de opnamen van Desiree en In The Morning Light. Desiree was het laatste hitsucces van de band met slechts een 98e plaats in de hitlijst, waarop Brand en Brown weer hun eigen weg gingen. De laatste vervoegde zich bij de band Montage.
Cameron, Finn en Martin gingen in 1968 weer de studio in om met behulp van de toetsenist Emmit Lake, de gitarist Tom Feher en de zanger Steve Talarico (Steven Tyler, later Aerosmith) het album Left Banke Too te voleindigen. Het materiaal bestond uit nieuwe bijdragen uit de pen van Finn en Feher en uit de voorheen opgenomen songs Desiree en In The Morning Light. Het label gaf verscheidene nummers als singles uit, maar beëindigde aan het eind van 1968 het contract met de band, toen de verkoopcijfers van album en singles in de rode cijfers eindigden.
Tijdens de daaropvolgende twee jaar probeerde de band het met meerdere reünies. Aldus namen Brown en Martin in 1969 de single Myrah op en in 1971 door de oorspronkelijke bezetting een verdere met Love Songs In The Night, die officieel werd uitgebracht als solosingle van Steve Martin. Nadat geen van de pogingen enig succes kende, verliet Brown definitief de band en concentreerde hij zich op zijn nieuwe projecten The Stories en The Beckies.
In 1969 beëindigden ook de overige leden hun samenwerking. Finn, Martin en Cameron kwamen in 1978 nog een keer samen en namen het album Strangers On a Train (in Europa verschenen als Voices Calling) op. Nadat dit, net als de single Queen of Paradise, nauwelijks werd verkocht, verdween het in de opslag, totdat het album in 1986 weer werd uitgebracht door Relix Records.

## Discografie

### Singles
- 1966: I Haven't Got The Nerve / I've Got Something On My Mind
- 1966: Walk Away Renee / I Haven't Got The Nerve
- 1966: Pretty Ballerina / Lazy Day
- 1967: Ivy Ivy / And Suddenly
- 1967: She May Call You Up Tonight / Barterers And Their Wives
- 1967: Desiree / I've Got Something On My Mind
- 1968: Dark Is The Bark / My Friend Today
- 1968: Goodbye Holly / Sing Little Bird Sing
- 1968: Give The Man A Hand / Bryant Hotel
- 1969: Nice To See You / There's Gonna Be A Storm
- 1969: Myrah / Pedestal
- 1971: Love Songs In The Night / Two By Two
- 1978: Queen Of Paradise / And One Day
- 1986: And One Day / I Can Fly

### Albums
- 1967: Walk Away Renee / Pretty Ballerina
- 1968: The Left Banke Too
- 1978: Strangers On A Train (Voices Calling)
- 1982: And Suddenly It's The Left Banke
- 1992: There's Gonna Be A Storm (compilatie)